# 肋骨戳花介
肋骨戳花介（学名：Stigmatoeythere costa）为粗面介科戳花介屬下的一个种。